# Даниел Харке
Даниел Харке Гонсалес (на испански: Daniel Jarque González) е испански футболист и защитник.

## Кариера
Даниел Харке започва кариерата си в юношеските формации на Еспаньол в родния си град Барселона. Дебютира в Ла Лига срещу Рекреативо на 20 октомври 2002 г. През 2006 г. печели купата на краля. На следващата година играе финал за купата на УЕФА.
Преминал е през всички младежки формации на Испания.
На 8 август 2009 г., според няколко онлайн испански вестници, Харке е бил намерен мъртъв в хотелската си стая по време на предсезонната подготовка Еспаньол във Флоренция. Разговарял по телефона с приятелката си, когато получава инфаркт на миокарда и умира.